# Po Nraup
Po Nraup (?-1653) ou Po Nraop  en vietnamien Bà Thấm (婆抋), est un souverain  du Royaume de Champā de la dernière dynastie Cham. Il règne de 1651 à 1653.

## Contexte
Po Nraup est le demi-frère germain de  Po Rome. Sa mère est une  Churu, son père est Cham. En 1651, il accède au trône du royaume de Champa. Pendant son règne le Champa attaque la province de Phú Yên, tentant d'en expulser les populations Vietnamiennes de cette région. En 1653, Nguyễn Phúc Tần envoie 3000 soldats attaquer le Champa en représailles et capture Po Nraup qui est contraint de céder tous les territoires au nord de la rivière de Phan Rang au Vietnam. 
Po Nraup meurt peu après ce désastre laissant le pays dans le chaos. Les Vietnamiens en profitent pour imposer brièvement un roi vassal  au Champa avant que Po Saut ne se révolte contre eux.